# Kunstrad

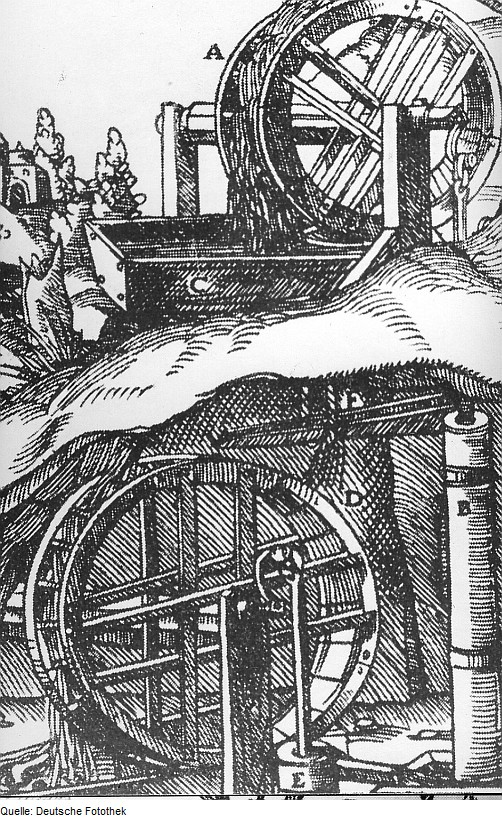
Radpumpe

Bulgenkunst mit Direktantrieb

Ein Kunstrad ist ein Wasserrad, das im Bergbau als Antriebsmaschine für Bergmännische Künste, also der Maschinen und Anlagen, diente.
Kunsträder dienten seit dem Mittelalter bis in das 19. Jahrhundert als Kraftmaschine im Bergbau. Maschinen wurden in der damaligen Zeit als Künste bezeichnet, wovon sich der Name Kunstrad ableitet. Die wichtigste, von Kunsträdern angetriebene Kunst war die Pumpenkunst, die der Wasserhebung diente. Konnte das Kunstrad nicht unmittelbar in der Nähe der anzutreibenden Kunst aufgestellt werden und diese direkt antreiben, so wurde die Kraft über ein Kunstgestänge zu der Kunst geleitet.

## Bauformen

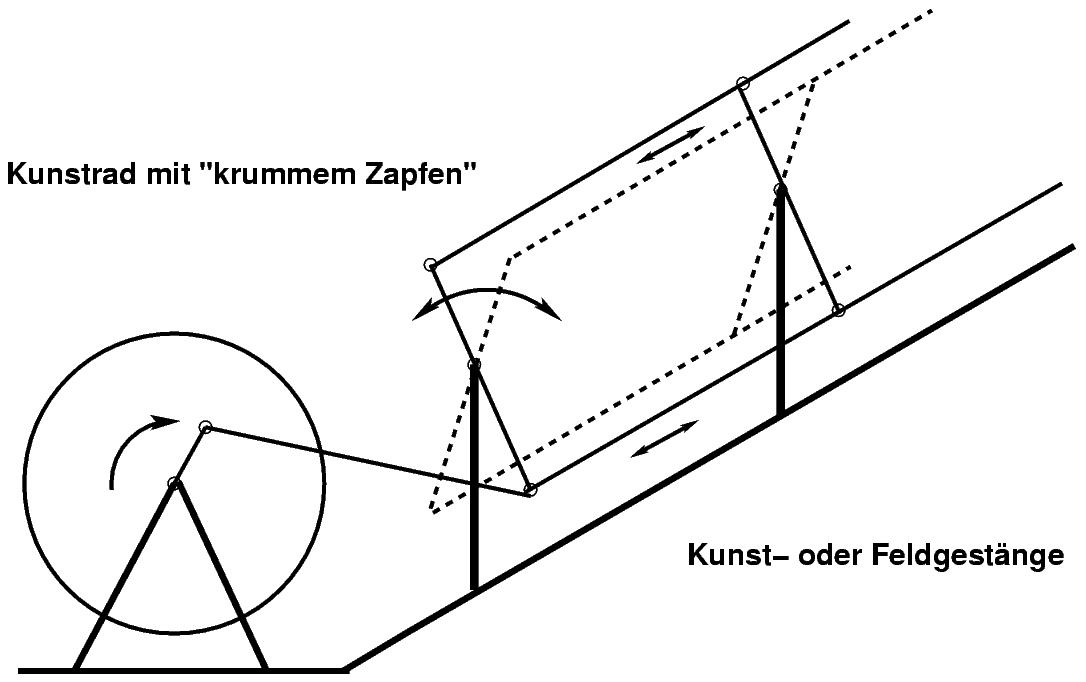
Prinzipskizze der Bewegungsrichtungsumkehr

Kunsträder waren in der Regel oberschlächtige Wasserräder, die meist unter Tage in Radstuben eingebaut wurden. Im Gegensatz zum als Fördermaschine dienenden Kehrrad drehte sich ein Kunstrad – wie ein normales Wasserrad – nur in eine Richtung.
Frühe Wasserkünste wie die Heinzenkunst benötigten eine gleichförmige Rotationsbewegung, während die in der frühen Neuzeit entwickelten, auf- und niedergehenden Pumpenkünste eine hin- und hergehende Bewegung erforderten. Diese wurde durch die Kunst mit dem krummen Zapfen, aus der sich später die Kurbelwelle entwickelte, erzeugt.

## Anwendung
Neben der ursprünglichen Bestimmung des Kunstrades als Antrieb einer Wasserkunst wurden Kunsträder im Bergbau als universelle Kraftmaschinen eingesetzt, wo Aufschlagwasser verfügbar und die Antriebsenergie benötigt wurde. So wurden bereits im Mittelalter Kunsträder als Antriebe für Pochwerke eingesetzt. Ab dem 12. Jahrhundert wurden wasserkraftgetriebene Blasebalge verwendet. Im ersten Drittel des 19. Jahrhunderts kam die Fahrkunst hinzu.